# 1/2 − 1/4 + 1/8 − 1/16 + …
在数学中，“1/2 − 1/4 + 1/8 − 1/16 + · · ·”这个无穷级数是绝对收敛的交错级数中的一个较为简单的例子。
因为“1/2 − 1/4 + 1/8 − 1/16 + · · ·”是一个首项为1/2、公比为−1/2的几何级数，所以将它求和有：
{\displaystyle {\frac {1}{2}}-{\frac {1}{4}}+{\frac {1}{8}}-{\frac {1}{16}}+\cdots ={\frac {\frac {1}{2}}{1-(-{\frac {1}{2}})}}={\frac {1}{3}}.}

## 哈肯布什游戏及超现实数
对该级数进行简单的移项后有：
{\displaystyle 1-{\frac {1}{2}}-{\frac {1}{4}}+{\frac {1}{8}}-{\frac {1}{16}}+\cdots ={\frac {1}{3}}.}

示例：通过一个零和博弈（zero-value game）得到2/3

上一步得到的级数由一个正整数加上一组或正或负的1/2的幂组成，所以它可以被转化为代表超现实数1/3的无限的蓝-红Hackenbush串（blue-red Hackenbush string）：
LRRLRLR… = 1/3.
简化后的Hackenbush串消去了重复的“R”：
LRLRLRL… = 2/3.
就哈肯布什里的情况而言，这个等式意味着画在右侧的小块的值为0；则后移动小块的玩家可以有制胜的战略。

## 相关级数
- “1/2 − 1/4 + 1/8 − 1/16 + · · · 是绝对收敛的。”这样的陈述意味着级数“1/2 + 1/4 + 1/8 + 1/16 + · · ·”是收敛的。事实上，后者收敛得到1，而且它证明了1进行二进制扩展（binary expansion）后得到的是0.111…。
- 将级数“1/2 − 1/4 + 1/8 − 1/16 + · · · ”各项按顺序从左至右两两相加，会得到另一个具有同样的和的几何级数，“1/4 + 1/16 + 1/64 + 1/256 + · · ·”。这是数学史上第一个被求和的级数；它曾被阿基米德于公元前约250~200年使用过。[3]
- 发散级数“1 − 2 + 4 − 8 + · · ·”的欧拉变换是“1/2 − 1/4 + 1/8 − 1/16 + · · ·”，因此，虽然前者并不具有通常意义上的和，但它的欧拉求和的结果也是1/3。[4]